# Péas
Péas település Franciaországban, Marne megyében. Lakosainak száma 65 fő (2022. január 1.). Péas Allemant, Saint-Remy-sous-Broyes, Broyes, Linthelles, Saint-Loup és Sézanne községekkel határos.

## Népesség
A település népességének változása:
| Lakosok száma | 113  | 67   | 54   | 68   | 68   | 67   | 67   | 66   | 66   | 65   |
|               | 1968 | 1982 | 1990 | 2006 | 2013 | 2015 | 2017 | 2019 | 2020 | 2022 |